# Lloyd Doggett
Lloyd Alton Doggett II, né le 6 octobre 1946 à Austin (Texas), est un homme politique américain. Membre du Parti démocrate, il est élu du Texas à la Chambre des représentants des États-Unis depuis 1995.

## Biographie
Lloyd Doggett est originaire d'Austin, la capitale du Texas. Il est diplômé d'un doctorat en droit de l'université du Texas en 1970.
Il est élu au Sénat du Texas de 1973 à 1985. En 1984, il se présente au Sénat des États-Unis. Il est cependant battu par le républicain Phil Gramm (41 % des voix contre 59 %). Il siège à la cour suprême du Texas de 1989 à 1994, puis devient enseignant à la faculté de droit de l'université du Texas.
En 1994, en pleine révolution républicaine, il est élu à la Chambre des représentants des États-Unis avec 56,3 % des voix dans le 10e district du Texas. Il est réélu avec un score similaire en 1996 face à la républicaine Teresa Doggett. De 1998 à 2002, il est réélu avec plus de 84 % des suffrages face à des candidats libertariens.
En 2003, les républicains redécoupent les districts à son désavantage mais Doggett change de circonscription et se porte candidat dans le 25e district. Il y est réélu avec plus de 65 % des voix de 2004 à 2008. Il est reconduit par 52,8 % des électeurs lors de la vague républicaine de 2010.
En 2011, les circonscriptions du Texas sont à nouveau redessinées et son district devient favorable aux républicains. Doggett choisit alors de se présenter dans le nouveau 35e district, qui s'étend du sud du comté de Travis (autour d'Austin) à San Antonio. Un autre démocrate souhaite cependant être candidat dans le nouveau district : Joaquín Castro, étoile montante du parti et frère jumeau du maire de San Antonio. Castro est considéré comme le favori dans ce district majoritairement hispanique,. Castro choisit néanmoins de se présenter dans le 20e district voisin lorsque Charlie Gonzalez (en) annonce sa retraite. Doggett remporte facilement la primaire démocrate face à Sylvia Romo. En 2012, 2014 et 2016, il est réélu avec 62 à 64 % des voix devant la républicaine Susan Narvaiz,.
En juillet 2024, il devient le premier membre démocrate du Congrès à appeler Joe Biden à se retirer de l'élection présidentielle après son débat contre Donald Trump. Il est réélu pour un seixième mandat en novembre. 